# Rubén Glaria
Rubén Glaria (Bella Vista, 10 maart 1948) is een voormalig      Argentijnse voetballer. 
Glaria begon zijn carrière bij San Lorenzo in 1968 en won vier titels met de club. In 1975 ging hij voor Racing spelen, waar hij tot het einde van zijn carrière bleef. 
In 1974 werd hij geselecteerd voor het WK in West-Duitsland. In de tweede wedstrijd tegen Italië viel hij in de 60ste minuut in voor Enrique Wolff en tegen Brazilië was hij een basisspeler. 